# Gary Jones
Pour les articles homonymes, voir Jones.
Gary Jones, né le 4 janvier 1958 à Swansea, est un acteur gallois connu pour le rôle du Sergent Walter Harriman dans Stargate SG-1 et Stargate Atlantis. Il a aussi fait des apparitions dans les séries Sliders, Dead Like Me, Andromeda et Au-delà du réel.

## Filmographie
- 1991 : Le bûcher des vanités de Brian De Palma : le serveur de l'ascenseur
- 1994 : Un amour oublié (This Can't Be Love) (TV) de Anthony Harvey : Conducteur
- 1995 : Sliders : Michael Hurley (saison 1, épisodes 1,2 et 5 ; saison 2, épisode 6)
- 1997 : The Sentinel : M. Jones (saison 3, épisode 6)
- 1997-2007 : Stargate SG-1 : Sergent-chef Walter Harriman
- 1997 : La Météorite du siècle de Brian Trenchard-Smith : Gil Naspeth
- 1997 : The Sixth Man de Randall Miller : Gertz
- 1998 : Poltergeist : Les Aventuriers du surnaturel : Ed Barker (saison 3, épisode 17)
- 2000 : Trixie de Alan Rudolph : Lobbyist
- 2002 : Hyper Noël de Michael Lembeck : Teacher
- 2003 : Andromeda : Woody (saison 4, épisode 17)
- 2003 : Dead Like Me : Chuck (saison 1, épisode 5)
- 2004 : Cultus : Organismes Génétiquement Monstrueux (Snakehead Terror) de Paul Ziller : Colin Jenkins
- 2004-2009 : Stargate Atlantis : Sergent-chef Walter Harriman
- 2005 : The L Word : Eric Beener (saison 2, épisode 3)
- 2007 : Painkiller Jane : Dr Erich Saunders (saison 1, épisode 9)
- 2008 : Stargate : L'Arche de vérité : Sergent-chef Walter Harriman
- 2008 : Stargate : Continuum : Sergent-chef Walter Harriman
- 2009 : Une vie en danger
- 2009 : Stargate Universe : Sergent-chef Walter Harriman (saison 1, épisodes 1 et 2)
- 2010 : Sanctuary : guichetier (saison 3 épisodes 3)
- 2010 : 16 vœux : Principal Smith
- 2011 : Supernatural : Mari de Cynthia (saison 7, épisode 7)
- 2015 : Asteroid impact de Jason Bourque : Walter
- 2016 : Dead Rising : Norton
- 2016 : Timeless : Vincent Sullivan (Saison 1, épisode 8)
- 2018 : Le Paquet de Jake Szymanski : Dr Trimble